# 徐有壬
徐有壬（1800年2月11日—1860年），字鈞卿，號君青，浙江湖州府歸安縣雙林鎮（今湖州）人，寄籍順天宛平縣，晚清官員、數學家，官至江蘇巡撫。1860年太平軍進攻蘇州時死于巷战，諡號莊愍。

## 生平
徐有壬於道光九年（1829年）中進士，初任戶部主事，升郎中，出任四川成綿龍道，署按察使，遷廣東鹽運使，署按察使，又遷四川按察使。
文宗即位後，下詔求言，有壬上密疏，论事切直。遷雲南布政使，調湖南。咸丰五年（1855年），因母喪回籍。期間浙江巡抚何桂清奏請將其起用，辦理团防，圍剿太平軍。咸豐八年（1858年），守喪結束，督辦江南軍營糧台，升江蘇巡撫。
「太平軍二破江南大營」後，何桂清放棄常州逃亡，蘇州岌岌可危。四月，太平軍攻打蘇州，守軍叛變，打開城門，徐有壬死於巷戰。朝廷降詔優恤，贈骑都尉世職，諡莊愍，並在蘇州建專祠祭祀。

## 數學才干
- 1830～1880年間晚清八大數學家之一，與鄒伯奇、李善蘭、羅士琳、項名達、顧觀光、夏鸞翔（已故北京掌故作家夏元瑜的祖父）、戴煦齊名。
- 道光帝曾問徐問題：「西洋貢器其用如何？圓明園水高於京若干丈？」他皆能確答。
- 專長數學是三角函數、反三角函數的冪級數展開式。
- 在北京任官時，欽天監官員「往往就決所疑焉。」向徐有壬請問問題。

## 延伸阅读
[在维基数据编辑]
 《清史稿·卷395》，出自趙爾巽《清史稿》
 在维基共享资源阅览影像

## 外部連結
- 徐有壬 （页面存档备份，存于） 中研院史語所

| 官衔          | 官衔                                      | 官衔        |
| ------------- | ----------------------------------------- | ----------- |
| 前任： 趙德轍 | 江蘇巡撫 咸豐八年－十年（1858年－1860年） | 繼任： 薛煥 |